# 初恋未满
《初恋未满》（英語：Singing When We Are Young），是一部2013年中国青春电影，由刘德华投资并监制，为刘娟的导演处女作，也是张含韵的演员处女作。影片入围第16届上海国际电影节「亚洲新人奖」单元，并获得评委会特别奖。2013年7月4日在中国上映。

## 剧情
影片以九七年香港回归、四大天王为代表的港台流行文化对青少年的巨大影响为时代背景，讲述了六个高三学生面对高考、亲情、友情以及朦胧爱情的故事。

## 角色
| 演員   | 角色     | 備註       |
| 张含韵 | 董啾啾   | 清丽的班花 |
| 冉旭   | 夏静寒   | 忧郁校草   |
| 代旭   | 罗凡     | 桀骜校霸   |
| 吴昱瑶 | 韩霞     | 壁花少女   |
| 张政   | 左强     | 吃货班胖   |
| 李现   | 大伟     | 天然萌     |
| 倪大红 | 啾啾爸   |            |
| 气壳   | 学校保安 |            |
| 宋晓英 | 寒寒奶奶 |            |

## 创作
刘娟导演表示：这是一批真正的80后人拍的一部讲述80后青春故事的片子，是一个半自传体。而灵感来自于研究生毕业那年的同学聚会，发现大家都变了：“那些高同学，没有当年那么帅，淘气，英俊，勇敢。”因此导演有了这个感触，希望能把当年的自己凝固下来，2009年就写完了剧本。此外，2011年台湾青春电影《那些年，我們一起追的女孩》让她看完之后很受感动，对她拍摄本片产生很大的推动作用。
她解释说，之所以把故事设定在1997年，是因为1997年发生了太多的事情：“香港回归，戴安娜王妃和张雨生都去世了，三峡截流，重庆成了直辖市……我觉得那会是一个集体的记忆。”该片于2012年5月16日在重庆取景开拍，同年6月30日杀青，重庆景点如双碑、十八梯、歌乐山、白象街、嘉陵厂以及科园四路等都在影片中有所呈现。虽然电影故事发生在重庆68中（刘娟曾就读于该校），不过影片却不是在真正的68中拍摄的，刘导演说“1997年直辖之后，重庆的改变太大了，为了找到当年的校园感觉，我跑遍了市区各大中学，最后把1997年的68中校园放在了九龙坡电厂中学和北碚的重师初等教育学院等地取景，因为那边的校舍更有年代感。”

### 同名曲
同名主题曲「初恋未满」由鲍比达作曲、孙杨和导演刘娟联合作词、张含韵和曹轩宾演唱。官方MV由鲍比达全程监制录制，MV在首播不到两天的时间里获点击播放超过一百万次。

## 评价
影片在上海电影节上受到了广泛好评，许多观众表示“这才是最真实的80后青春”，影展评委认为它“让观众看到了青春活力，并非完美，但是特别感人。”6月28日，影片在宁波百老汇影院提前点映后不少观众认为它“颇有台湾小清新电影的神韵”，很有大陆版“那些年”的感觉，特别是有些场景采用逆光的拍摄手法；有观众表示：“这是一部接地气又很有诚意的青春片。除了演员没《致青春》大牌，故事没差”，“听着郭富城、梅艳芳、张雨生的歌，看着那些熟悉的随身听、旧磁带，还有懵懂朦胧的初恋，情不自禁想起自己的那些年，身为80后我快泪奔了。”
影评人“黑暗骑士老大爷”表示：“《初恋未满》把我看哭了。在重庆拍的，影片中的学校、江畔、绿树、山路、甚至那永恒不变的毒辣的太阳都是我很难磨灭的青春追忆。这个时候哪怕是一段怀旧的歌曲、一件曾经的小物件的偶然出现都能轻易地击穿你的泪腺。”

## 票房
尽管《初恋未满》有好评如潮的口碑，不过在许多城市的排片量却很低，很多网友在《初恋未满》的官方微博以及豆瓣、时光网留言表示“影院排片率太低了，一天就两场，都是非黄金时段，或者就是附近的电影院根本不上映”。
首周四天仅收128万人民币名列第九，最终成绩225.7万。